# Hidden Place
"Hidden Place" är en låt skriven och framförd av den isländska sångerskan Björk. Den gavs ut som första singel från albumet Vespertine den 6 augusti 2001. Låten har uppnått plats 21 på den brittiska singellistan men lämnade också avtryck på flera av singellistorna i övriga Europa. "Hidden Place" är den första av Björks singlar som inte släpptes på vinylskiva, utan endast på CD.
"Hidden Place" är en lågmäld electronicalåt som handlar om hur två personer tillsammans kan skapa ett visuellt paradis byggt på känslor, en så kallad dold plats. "Man kan resonera för att den inte existerar eftersom den är osynlig, men självklart gör den det", har Björk kommenterat om låten. Den stigande melodin under låtens refräng är hämtad från Arnold Schönbergs musikstycke Verklärte Nacht.

## Musikvideo
Musikvideon till låten regisserades av Michael Amzalag och Mathias Augustyniak (även kända som M/M (Paris)) samt fotografen Inez van Lamsweerde och Vinoodh Matadin. Videon visar olika vätskor som flyter in och ut genom Björks ansiktsöppningar, såsom hennes öron, näsa och mun.

## Låtlistor och format
CD 1 (One Little Indian; 332TP7CD / Polydor; 587 140-2)
1. "Hidden Place" (edit) – 4:00
2. "Generous Palmstroke" – 4:26
3. "Verandi" – 4:28

CD 2 (One Little Indian; 332TP7CDL / Polydor; 587 262-2)
1. "Hidden Place" (a cappella) – 5:15
2. "Mother Heroic" – 2:44
3. "Foot Soldier" – 2:35

DVD (Storbritannien och USA)
1. "Hidden Place" (video) – 4:00
2. "Generous Palmstroke" – 4:26
3. "Verandi" – 4:28

## Medverkande
- Björk - sång, basgångar, körarrangemang, producent
- Guy Sigsworth - programmering, körarrangemang
- Vince Mendoza - arrangemang, körarrangemang
- Damian Taylor, Jake Davies, Matmos, Matthew Herbert - programmering

## Coverversioner
Den italienska jazzsångerskan Maria Pia De Vito spelade in en cover av "Hidden Place" på albumet Mind the Gap (2009).